# Colle San Magno
Colle San Magno là một đô thị ở tỉnh Frosinone trong vùng Lazio, có vị trí cách khoảng 110 km về phía đông nam của Roma và khoảng 30 km về phía đông nam của Frosinone. Tại thời điểm ngày 31 tháng 12 năm 2004, đô thị này có dân số 818 người và diện tích là 44,8 km².
Colle San Magno giáp các đô thị: Casalattico, Castrocielo, Piedimonte San Germano, Roccasecca, Santopadre, Terelle.